# Kostel svatého Jana Nepomuckého (Vrkoslavice)
Kostel ve Vrkoslavicích je sakrální stavba zasvěcená svatému Janu Nepomuckému. Původně se jedná o římskokatolický filiální kostel spadající duchovní správou do farnosti děkanství Jablonec nad Nisou v libereckém vikariátu, který byl převeden do majetku pravoslavné církve. Kostel následně získal zasvěcení Matce Boží.

## Historie

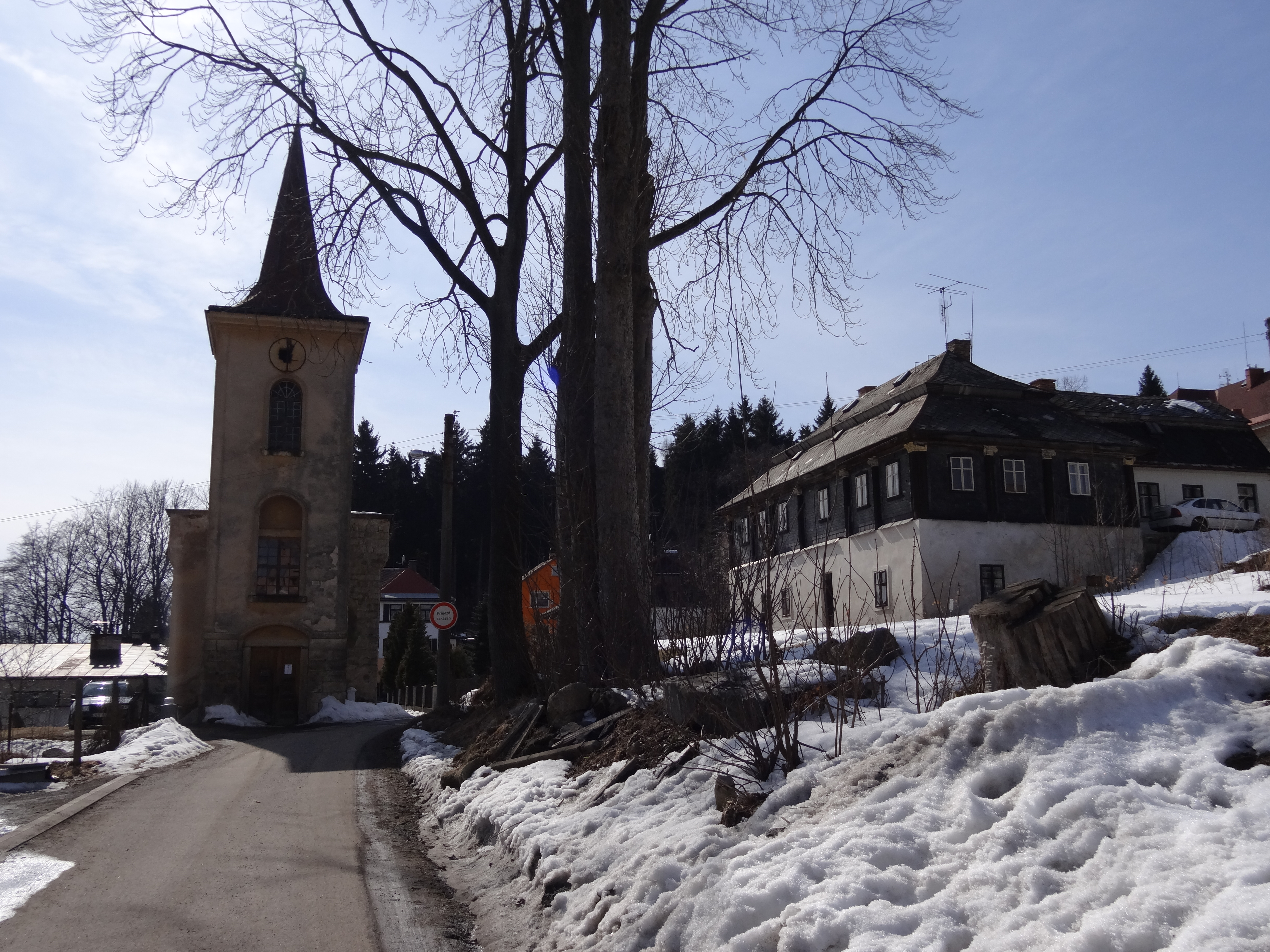
Kostel sv. Jana Nepomuckého ve Vrkoslavicích ze silnice

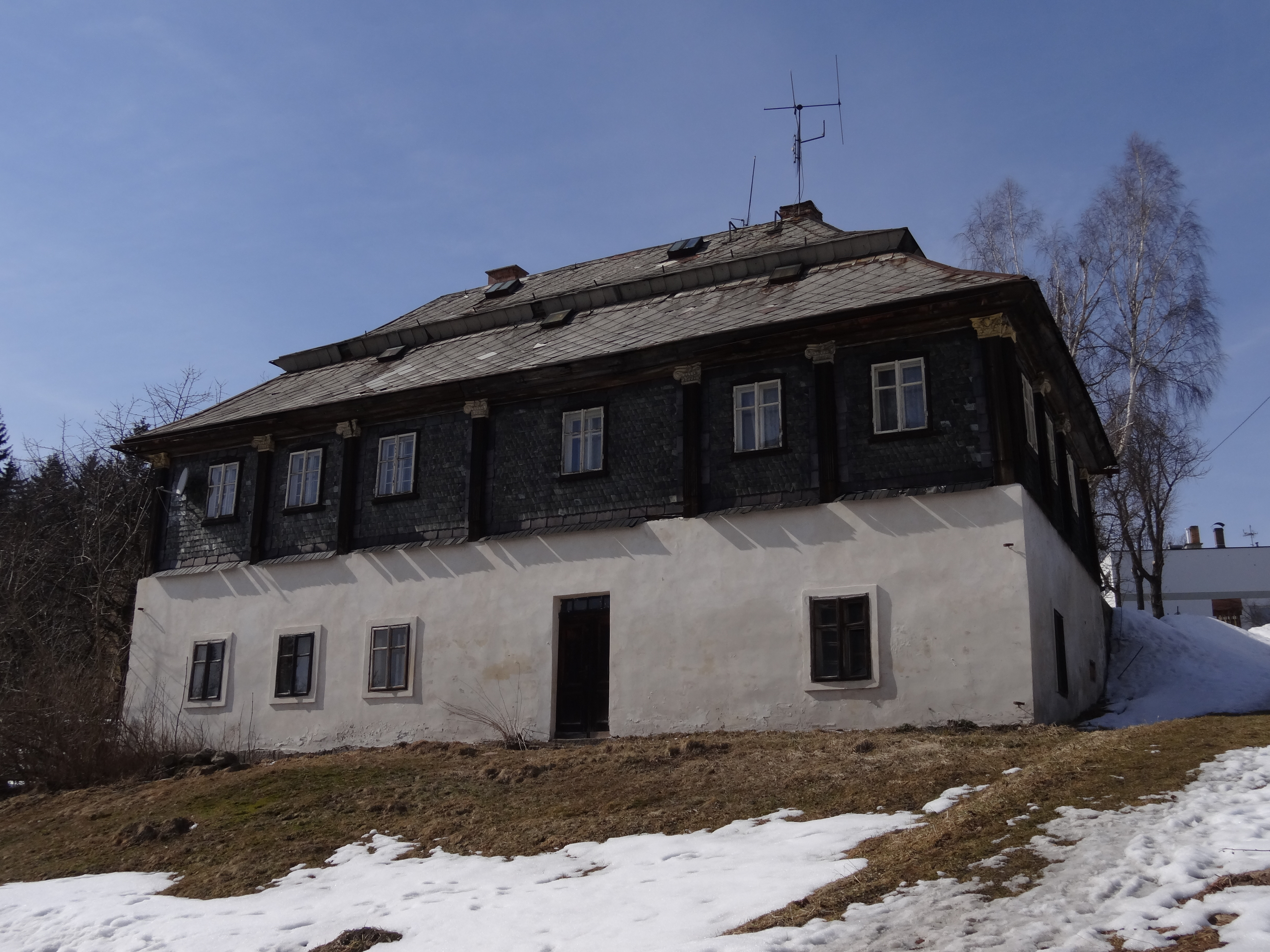
Bývalá vrkoslavická fara z počátku 19. století v Zámecké ulici čp. 7

Kostel ve Vrkoslavicích bývá někdy označován i jako kaple. Odtud se objevil i název ulice „U Kaple“. Církevní zdroje však objekt povyšují na kostel. Byl postaven v letech 1867–1871. Někdy je však uváděn i jako postavený v roce 1881.

## Architektura
Jedná se o obdélnou stavbu s polokruhovým závěrem a věží v západním průčelí. Věž je členěna lizénami, obdélným portálem, polokruhově sklenutými okny a nikou se sochou sv. Jana Nepomuckého z roku 1900. Na bočních fasádách se nachází trojice polokruhově ukončených oken.
Uvnitř je kostel sklenut segmentovou klenbou. Na stěnách se nacházejí iluzívní pilastry, vlys a římsa.

## Zařízení
Oltář je zasvěcen sv. Janu Nepomuckému. Socha Krista Trpitele pochází z 1. poloviny 19. století.
V kostele byly varhany od trutnovského varhanáře Wenzela Lorenze pocházející z doby před rokem 1900 (Manuál: Principál  8', Kryt  8', Oktáva  4'. Pedál: Bas  8'). Po převedení kostela na pravoslavnou církev v roce 2014 byly varhany odvezeny.

## Okolí kostela
Nedaleká výklenková kaple pochází zřejmě z 1. poloviny 19. století. Je obdélná, se sloupy a s polokruhovým obloukem ve štítu. Fara pochází zřejmě z 1. poloviny 19. století. Jedná se o původně obdélnou, později rozšířenou o obdélnou, v ose kolmo připojenou část. V jejím přízemí se nacházejí obdélná okna a portál. V patře fary jsou dřevěné jónské pilastry a obdélná okna. Fara má mansardovou střechu.